# Hélène Casimir-Perier
Hélène Casimir-Perier (1854 – 1912) foi a esposa de Jean Casimir-Perier, que foi o presidente da França de 1894 a 1895.

## Biografia
Hélène Perier-Vitet nasceu em Grosley-sur-Risle, em Eure. Ela casou-se com Jean Casimir-Perier, um primo distante, em 17 de abril de 1873. Ele era neto de Casimir Pierre Périer, presidente do Conselho de Ministros de Louis Philippe I. A influência dela sobre ele foi forte; ela foi a força motriz por de trás da sua candidatura à presidência.

## Esposa do Presidente da República
O casal presidencial, Jean e Hélène, e os seus dois filhos Claude e Germaine, mudaram-se da casa da família para o Palácio do Eliseu, Castelo de Vizille, em 27 de junho de 1894. Jean Casimir-Perier renunciou apenas sete meses após chegar ao poder, tendo assim a presidência mais curta da história da República Francesa. A sua esposa não gostou da notícia da sua renúncia. Ela disse-lhe: "Se você me tivesse consultado, eu o teria impedido de tal tolice!" (em francês:  Si vous m'aviez consultée, je vous aurais empêché de faire une telle sottise!), ao qual ele respondeu: "É por isso que não lhe contei." (em francês:  C'est bien pourquoi je ne vous ai rien dit.)